# 塞拉哈廷·于尔库门
塞拉哈廷·于尔库门（土耳其語：Selahattin Ülkümen，1914年1月14日—2003年6月7日），土耳其政治人物及外交官，出生于奥斯曼帝国的安塔基亞（今属土耳其塔伊省），1930年代在军队中服役，第二次世界大战期间担任土耳其驻德占希腊罗得岛总领事，任内因通过各种努力营救了约50名犹太人（其中有13名是土耳其公民）幸免于纳粹大屠杀，而在战后被以色列政府授予“國際義人”的称号，他的名字被铭刻在以色列猶太大屠殺紀念館之中。他也是历史上首个穆斯林国际义人。

## 在战争中对犹太人的帮助

### 背景
罗得岛曾经历了长达390年的奥斯曼帝国统治，1912年意大利占领罗得岛和其他十二座岛屿，岛上生活的犹太人曾在那里过着较为富裕的生活。随着意大利在1943年9月撤离，纳粹德国接管了罗得岛。到了1940年代，该地区的犹太社群约有2000人，他们来自土耳其、希腊、意大利以及其他地中海国家，同时也包括当地居民。

### 经过
1944年7月19日，盖世太保要求岛上的约2000名犹太人集中到一起，以“要将他们临时运送到附近的一个小岛”的名义，意图将他们送入奥斯威辛集中营，于尔库门遂找到德军指挥官乌尔里奇·克莱曼，提醒他土耳其在二战中是中立国，要求释放有土耳其国籍的犹太人以及他们的配偶与亲属，而后者大多数为希腊、意大利国籍。起初指挥官拒绝了，并称根据纳粹德国的法律，所有犹太人都必须送入集中营，而于尔库门则回应根据土耳其法律，公民不论是犹太人、基督徒还是穆斯林，政府都一视同仁；而那些与土耳其人结婚的外国人也具有土耳其国籍（土耳其并没有这条法律，系于尔库门伪造用以欺骗盖世太保），他还警告克莱曼，如果他不同意释放这些犹太人，将会引起一些国际事件，最终克莱曼同意了释放这些犹太人。
然而，虽然纳粹当局释放了于尔库门保护的犹太人，但仍时不时骚扰犹太人的生活，还要求他们每天去盖世太保处报到，这些犹太人每天都在为自己能否安全回家而担惊受怕。于尔库门努力为留在岛上的犹太人提供生活上的支持与道义上的帮助。而除了那些被于尔库门救下的犹太人外，罗得岛上的1673名犹太人则全都被集中并驱逐到了其他地区，大部分人死于集中营里的毒气室，仅有151人在战后得以幸存。

### 纳粹德国的报复
德国人得知被于尔库门欺骗后，作为报复，德国飞机轰炸了土耳其驻罗得岛总领事馆，两名馆员在轰炸中死亡，他的妻子米赫里尼萨·于尔库门（土耳其語：Mihrinissa Ülkümen）住在领事馆的公寓里，在那几周里刚刚生完孩子，她在孩子出生一周后就去世了。于尔库门的孩子穆罕默德（Mehmet）在轰炸中落下终身残疾。于尔库门本人则被纳粹当局逮捕并关押在比雷埃夫斯直至战争结束。1945年1月初，德国指挥官克莱曼得知国际红十字会的代表将访问罗得岛调查其人口状况，他命令岛上剩余的犹太人前往土耳其，在第二天把他们送进一艘小船，穿越波涛汹涌的大海到达土耳其领土马尔马里斯港。

## 战后的生活
1945年德国投降后，于尔库门得以返回土耳其。他在战后继续他的外交生涯，历任土耳其驻贝鲁特和开罗总领事以及中央条约组织副秘书长。1979年退休后，他在伊斯坦布尔生活。1989年，以色列政府授予于尔库门“国际义人”的荣誉以表彰他在二战期间为保护犹太人所做出的努力，他也是首个获得此荣誉的穆斯林。此后，于尔库门屡获国内外的嘉奖，如土耳其外交部杰出服务奖章等。1998年，以色列政府发行了以他的照片为背景的纪念邮票。2003年6月7日，因呼吸系统疾病，于尔库门在睡梦中去世，享年89岁。

## 身后
于尔库门去世后，被安葬在了伊斯坦布尔金吉尔利库尤公墓。2004年，土耳其—犹太友好协会（Türk-Yahudi Dostluk Cemiyeti）在德国科隆成立，后更名为于尔库门—萨尔法蒂协会（Ülkümen-Sarfati），以纪念于尔库门和15世纪的犹太神职人员伊扎克·萨尔法蒂。2012年6月5日，一所以于尔库门命名的学校在凡城开学。这所学校是在土耳其犹太社区和美犹联合救济委员会的联合资助下建造的，并被转送给了凡城政府。